# Józef Bieniek
Józef Bieniek (ur. 19 marca 1911 w Librantowej, zm. 16 stycznia 2002 w Nowym Sączu) – historyk, poeta, żołnierz Batalionów Chłopskich i Armii Krajowej, Honorowy Obywatel Miasta Nowego Sącza.

## Życiorys
Józef Bieniek był jednym z czworga dzieci Józefa i Małgorzaty z Pressów. Po wczesnej śmierci ojca musiał porzucić naukę i podjąć pracę zarobkową. W latach 30. związał się z Towarzystwem Szkoły Ludowej, publikował swoje wiersze w „Głosie Podhala” i „Piaście”. Podczas okupacji hitlerowskiej został żołnierzem Batalionów Chłopskich, pod pseudonimem „Piast”. Współredagował konspiracyjne pismo „Zarzewie”, zajmował się kolportażem prasy podziemnej i organizacją nowych komórek organizacji. W kwietniu 1944 roku, zgodnie z umową scaleniową, został żołnierzem Armii Krajowej. W 1944 roku był przewodniczącym Powiatowego Komitetu Opieki nad Ofiarami Terroru Hitlerowskiego, organizując pomoc dla ich rodzin oraz współtwórcą Cywilnego Sądu Specjalnego dla powiatów nowosądeckiego i limanowskiego.
Po zakończeniu wojny związał się z mikołajczykowskim Polskim Stronnictwem Ludowym. Poszukiwany za działalność partyzancką, ukrywał się do kwietnia 1948 roku. W późniejszych latach powrócił do działalności literackiej, zajął się również pracą historyka. Publikował między innymi w „Przekroju”, „Wieściach”, „Słowie Powszechnym”, „Dziś i Jutro”, „Życiu Literackim”, „Dzienniku Polskim”, „Tygodniku Powszechnym”, „Roczniku Sądeckim”, „Dunajcu” i „Almanachu Sądeckim”. Był autorem między innymi książek i opracowań poświęconych okresowi okupacji: Ziemia Sądecka w ogniu, przewodnik (1986),  Droga wiodła przez Spisz (1986), Sto osiem rajdów Rysia (1985), A wasze imię:wierni Sądeczanie , przewodnik turystyczno-historyczny  (1986), Łącko konspiracją kwitnące przewodnik turystyczno-historyczny (1988), Harcerstwo sądeckie lat okupacji 1939 – 1945 (Rocznik Sądecki, 1994), W cieniu swastyki (Rocznik Sądecki , 1994, 1996) Między Warszawą a Budapesztem (1999), Sądeccy kurierzy (1999), Cichociemni (2000), Nad brzegami ropy. Z dziejów wojskowego ruchu oporu w ziemi gorlickiej (2002), Izba Pamięci 1 Pułku Strzelców Podhalańskich w Szczawie (2002).
Był odznaczony między innymi Krzyżem Kawalerskim Orderu Odrodzenia Polski, Krzyżem Batalionów Chłopskich i Krzyżem Armii Krajowej. W 2000 roku został Honorowym Obywatelem Miasta Nowego Sącza.